# Luis Antonio de Villena
Pour les articles homonymes, voir Villena (homonymie).
Luis Antonio de Villena est un écrivain espagnol né le 31 octobre 1951 à Madrid en Espagne.

## Biographie
Né à Madrid en 1951, il a fait ses études dans un lycée de la capitale. Par la suite, il poursuit des études de Lettres à l'Université Complutense, à Madrid également. Son premier livre de poésie, Sublime Solarium, a été publié en 1971, alors qu'il était encore étudiant.
Dès 1981, il publie son quatrième livre de poésie, Huir del invierno (Fuir l'hiver) qui obtient le prix de la critique la même année. Toute son œuvre poétique (1970-1989) est rassemblée dans La belleza impura (La beauté impure). Il reprendra la poésie en 1998 avec Celebracion del libertino (Célébration du libertin), 1er prix du concours de poésie de la ville de Melilla (concours créé 19 ans auparavant).
Dès 1983, il s'engage dans la rédaction de romans et récits divers tels que :
- Amor pasion (Amour passion), 1986
- En el invierno romano (Dans l'hiver romain), 1986
- Chicos (Garçons), 1989
- Fuera del mundo (En dehors du monde), 1992
- Divino (divin), 1994
- El burdel de lord Byron (Le bordel de lord Byron), prix Azorin, 1996
- Facil (Facile), 1996
- El charlatan crepuscular (Le charlatan crépusculaire), 1997
- Oro y locura sobre Baviera (Or et folie sur la Bavière), 1998

Parmi ses essais, on compte : 
- El libro de las perversiones (Le livre des perversions), 1992
- Fin de siglo (Fin de siècle)
- Leonardo Da Vinci (una biografía) (Léonard de Vinci (une biographie), 1993
- Biografia del fracaso (Biographie de l'échec), 1997

En 1999, il obtient le prix Sonrisa Vertical pour El mal mundo (Le mauvais monde) ; cette même année, il publie celle qui sera son œuvre la plus emblématique, Madrid ha muerto (Madrid est mort) qui évoque sans ambages la période de la movida madrilène (1975-1985), ses nuits, son apogée et sa déchéance. En novembre 2004, il a été nommé Docteur honoris causa de l'Université Charles-de-Gaulle Lille-III.

## Poesie
- 1971 - Sublime Solarium.
- 1975 - Hymnica (antología).
- 1976 - El viaje a Bizancio.
- 1978 - El viaje a Bizancio.
- 1979 - Hymnica.
- 1981 - Huir del Invierno.
- 1981 - Un paganismo nuevo (antologia).
- 1983 - Poesía 1970-1982.
- 1984 - La muerte únicamente.
- 1986 - Marginados (antología).
- 1987- Signos,Por quienes a'un persiguen esa dicha
- 1989 - Poesía 1970-1984.
- 1990 - Como a lugar extraño.
- 1993 - Marginados.
- 1995 - La belleza impura (Poesía 1970-1989)".
- 1996 - Asuntos de delirio.
- 1998 - Celebración del libertino.
- 1998 - Afrodita mercenaria.
- 2000 - Syrtes.
- 2001 - Las herejías privadas.
- 2003 - 10 sonetos impuros.
- 2004 - Desequilibrios.
- 2004 - Alejandrías (Antologia).
- 2005 - Los gatos príncipes.
- 2006 - Países de luna.
- 2007 - La prosa del mundo.
- 2008 - Honor de los vencidos.
- 2009 - La prosa del mundo .
- 2011 - Caída de Imperios.